# Jakub z Gostynina
Jakub z Gostynina (ur. ok. 1454, zm. 16 lutego 1506) – polski filozof i teolog, rektor Akademii Krakowskiej.
Znany ze swoich komentarzy do prac Arystotelesa. Głównym dziełem Jakuba z Gostynina było "Theoremata seu propositiones Auctoris Causarum" (wydane pośmiertnie w 1507) - komentarze do Księgi o przyczynach (po 1477). Napisał także komentarze do Metafizyki ("Expositio super I–XII libros „Metaphysicae” Aristotelis") oraz Fizyki.
Najważniejsze teologiczne prace Jakuba z Gostynina to komentarze do Ewangelii Mateusza i Marka oraz Apokalipsy św. Jana.
Był wicekanclerzem (w 1504) oraz  rektorem (1503 i 1504) Akademii Krakowskiej.